# Under the Queen's Umbrella
Under the Queen's Umbrella (hangul: 슈룹; rr: Syurup) (bra: Papel de Rainha) é uma série de televisão sul-coreana de 2022 estrelada por Kim Hye-soo, Kim Hae-sook e Choi Won-young. Foi ao ar na tvN de 15 de outubro a  4 de dezembro de 2022, sendo transmitida todos os sábados e domingos às 21h10 (KST). Também está disponível para streaming na Netflix em regiões selecionadas.
A série foi um sucesso comercial e se tornou um dos dramas de maior audiência na história da TV paga coreana.

## Sinopse
Ambientada em um período fictício e paralelo dentro da dinastia Joseon, a série trata do método de educação para transformar os príncipes encrenqueiros, que causam incômodo para a família real e seus súditos, em jovens adequados.
Espera-se que a rainha Hwa-ryeong (Kim Hye-soo) incorpore graça e dignidade em seu papel real. No entanto, seus filhos revelam-se muito travessos. Diante desse desafio, a rainha decide abandonar os protocolos rígidos e figurativos de seus papel e embarca em uma jornada para transformar seus filhos em príncipes justos por meio da educação e do crescimento pessoal. Com determinação e perseverança, ela se esforça para incutir nos filhos os valores e as habilidades necessárias para cumprirem suas responsabilidades reais, ao mesmo tempo que a série navega em torno das complexidades da maternidade e das questões da vida no palácio.

## Elenco

### Principal
- Kim Hye-soo como Rainha Im Hwa-ryeong[2][12]
  - Chaerin como Im Hwa-ryeong jovem[13]
- Kim Hae-sook como a Rainha Viúva[12]
- Choi Won-young como Rei Yi Ho[12]
  - Choi Yoon-je como Yi Ho jovem[14]

### De apoio

#### Filhos da rainha
- Bae In-hyuk como o Príncipe Herdeiro[15]
- Moon Sang-min como o Grande Príncipe Seongnam/Yi Kang (nome pessoal)[16]
- Yoon Sang-hyeon como o Grande Príncipe Muan/Yi Moon (nome pessoal)[17]
- Yoo Seon-ho como o Grande Príncipe Gyeseong/Yi Hwan (nome pessoal)[18][19]
- Park Ha-jun como o Grande Príncipe Ilyeong/Yi Yul (nome pessoal)[20]

#### Concubinas
- Ok Ja-yeon como Consorte Real Gwi-in Hwang, mais tarde rebaixada para Consorte Real Sug-won[21][22]
- Kim Ga-eun como Consorte Real So-yong Tae[23]
- Woo Jung-won como Consorte Real Gwi-in Go[24]

#### Filhos das concubinas
- Kang Chan-hee como Príncipe Uiseong[25]
- Kim Min-gi como Príncipe Bogum[26]
- Moon Seong-hyun como Príncipe Simso[27]

#### Pessoas no palácio
- Kim Eui-sung como Conselheiro Chefe de Estado Hwang Won-hyeong[28]
- Jang Hyun-sung como Ministro de Assuntos Militares Yoon Soo-kwang[29]

#### Outros
- Oh Ye-ju como Yoon Cheong-ha[30][31]
- Jeon Hye-won como Cho-wol[32]
- Seo Yi-sook como Rainha Deposta Yoon[33]

### Estendido
- Shin Soo-jeong como Consorte Real So-ui Kim[34][35]
- Song Young-ah como Consorte Real Sug-ui Choi[34]
- Lee Ha-young como Consorte Real So-won Moon[34]
- Lee Hwa-kyum como Consorte Real Sug-won Ok[36]
- Lee So-hee como Oficial da Corte Interna Park[36][37]
- Shin Ian como Príncipe Yeongmin[38]
- Hong Jae-min como Príncipe Hodong[39]
- Kim Young-jae como Secretário Real Chefe Min Seung-yun[40]
- Lee Jung-eun como Senhora da Corte Nam[41]
- Yoo Yeon como Senhora da Corte Oh[42]
- Park Jun-myeon como Senhora da Corte Shin[43]
- Kim Jae-bum como Médico Kwon/Yi Ik-hyeon (nome verdadeiro)[44][45]
  - Cha Sung-je como Yi Ik-hyeon jovem[46]
- Kwon Hae-hyo como Mestre Toji/Yoo Sang-uk (nome verdadeiro)[47]
- Kim Seung-soo como Park Gyeong-woo[48]
- Han Dong-hee como Princesa Herdeira Min[49]
- Seo Woo-jin como Grande Herdeiro[50]
- Tae Won-seok como Seo Ham-deok[51]
- Yoon Seul como Mak Ryeo[52]
- Jo Ah-young como a filha mais velha de Min Seung-yun[53]
- Kim Jung-ho como Médico Real Cho Guk-yeong[54]
- Ha Dong-joon como Oficial de Pessoal Lee Jo-jeon-rang[55]

### Participações especiais
- Jung Ji-hoon como viajante[56]
- Ahn Yong-joon como representante dos estudiosos de Sungkyunkwan[22]
- Park Hyo-joo como babá[57]
- Jung Soon-won[58]

## Produção
A maioria das cenas foram filmadas no Set Aberto de Mungyeong Saejae, algumas foram filmadas na Vila Jeonju Hanok. A atriz principal Kim Hye-soo gravou suas cenas entre 2 de abril a 20 de novembro de 2022.
Em 21 de novembro de 2022, foi revelado que o ator Moon Sang-min sofreu uma lesão facial na parte inferior do olho esquerdo durante as filmagens de uma cena de ação no final de outubro. Ele passou por uma cirurgia e voltou ao set depois de alguns dias.

## Audiência
| Temporada | Temporada | Ep. 1 | Ep. 2 | Ep. 3 | Ep. 4 | Ep. 5 | Ep. 6 | Ep. 7 | Ep. 8 | Ep. 9 | Ep. 10 | Ep. 11 | Ep. 12 | Ep. 13 | Ep. 14 | Ep. 15 | Ep. 16 |
| --------- | --------- | ----- | ----- | ----- | ----- | ----- | ----- | ----- | ----- | ----- | ------ | ------ | ------ | ------ | ------ | ------ | ------ |
|           | 1         | 1.846 | 2.039 | 1.682 | 2.286 | 1.750 | 2.690 | 2.104 | 2.873 | 2.426 | 3.015  | 2.599  | 3.247  | 2.935  | 3.389  | 3.047  | 4.049  |

| Ep. | Data de transmissão original | Parcela média de audiência (Nielsen Korea) | Parcela média de audiência (Nielsen Korea) |
| Ep. | Data de transmissão original | Nacional                                   | Seul                                       |
| --- | ---------------------------- | ------------------------------------------ | ------------------------------------------ |
| 1 | 15 de outubro de 2022        | 7.649% (1º)                                | 8.668% (1º)                                |
| 2 | 16 de outubro de 2022        | 9.062% (1º)                                | 10.259% (1º)                               |
| 3 | 22 de outubro de 2022        | 6.980% (1º)                                | 7.307% (1º)                                |
| 4 | 23 de outubro de 2022        | 9.471% (1º)                                | 10.065% (1º)                               |
| 5 | 29 de outubro de 2022        | 7.751% (1º)                                | 8.334% (1º)                                |
| 6 | October 30, 2022             | 11.285% (1º)                               | 12.008% (1º)                               |
| 7 | 5 de novembro de 2022        | 9.365% (1º)                                | 9.590% (1º)                                |
| 8 | 6 de novembro de 2022        | 11.821% (1º)                               | 13.043% (1º)                               |
| 9 | 12 de novembro de 2022       | 9.993% (1º)                                | 11.015% (1º)                               |
| 10 | 13 de novembro de 2022       | 12.296% (1º)                               | 13.391% (1º)                               |
| 11 | 19 de novembro de 2022       | 10.842% (1º)                               | 11.548% (1º)                               |
| 12 | 20 de novembro de 2022       | 13.415% (1º)                               | 14.201% (1º)                               |
| 13 | 26 de novembro de 2022       | 12.851% (1º)                               | 14.012% (1º)                               |
| 14 | 27 de novembro de 2022       | 14.100% (1º)                               | 14.786% (1º)                               |
| 15 | 3 de dezembro de 2022        | 13.353% (1º)                               | 14.562% (1º)                               |
| 16 | 4 de dezembro de 2022        | 16.852% (1º)                               | 18.159% (1º)                               |
| - Na tabela acima, os números em azul representam a audiência média mais baixa e os números em vermelho representam a audiência média mais alta. - Este drama foi ao ar em um canal a cabo/TV paga que normalmente tem uma audiência relativamente menor em comparação com a TV aberta/emissoras pública (KBS, SBS, MBC e EBS). |                              |                                            |                                            |

## Prêmios e indicações
| Cerimônia de premiação | Ano  | Categoria                         | Nomeado       | Resultado | Ref.   |
| ---------------------- | ---- | --------------------------------- | ------------- | --------- | ------ |
| Baeksang Arts Awards   | 2023 | Melhor Atriz - Televisão          | Kim Hye-soo   | Indicado  | [ 63 ] |
| Baeksang Arts Awards   | 2023 | Melhor Ator Revelação - Televisão | Moon Sang-min | Venceu    | [ 64 ] |